# Miguel Trovoada
Miguel Trovoada (ur. 27 grudnia 1936 w São Tomé) – polityk pochodzący z Wysp Świętego Tomasza i Książęcej, prezydent tego kraju w latach 1991–2001.
Pełnił funkcję premiera (1975–1979) i prezydenta (1991–2001) kraju. Od 15 do 21 sierpnia 1995 odsunięty od władzy przez zamach stanu. Od 16 czerwca 2014 pełni funkcję specjalnego wysłannika ONZ ds. przywrócenia pokoju w Gwinei Bissau. Jego synem jest Patrice Trovoada.